# Сокирянский, Александр Фёдорович
Александр Фёдорович Сокирянский (рум. Alexandru Sochireanschi — Александру Сокирянски; род. 9 января 1937, Черкассы) — молдавский советский композитор. Заслуженный деятель искусств Молдавской ССР.

## Биография
Отец, Фёдор Ефимович Сокирянский (1906—1942), инженер, погиб на фронте под Ленинградом в июне 1942 года; мать — Лиза (Гитя) Исааковна Сокирянская (1912—1978) — была бухгалтером. В годы войны — с матерью в эвакуации в Джамбуле, где умерла младшая сестра. После войны возвратился с матерью в Черкассы. После окончания музыкальной школы поступил в Полтавское музыкальное училище по классу скрипки. После службы в армии вернулся в Черкассы, где работал скрипачом в оркестре музыкально-драматического театра им. Т. Г. Шевченко.
В 1964—1969 годах учился в Кишинёвском институте искусств имени Г. Музическу по классу композиции М. Р. Копытмана. С 1969 года преподавал в кишинёвском Музыкальном училище имени С. Няги, член Союза композиторов Молдавии с 1972 года, с 1984 года заместитель председателя правления Союза композиторов МССР по организационным вопросам. С 1991 года живёт в Израиле (Кирьят-Бялик).
Среди сочинений — вокально-симфоническая поэма «Ты по стране идёшь» для солистов, хора и симфонического оркестра (1984), «Поэма» для симфонического оркестра (1970), «Симфониетта» для струнного оркестра и литавр (1979), «Маленький триптих» для струнного оркестра (1987), «Сюита» для струнного квартета (1978), «Трио» для скрипки, виолончели и фортепиано (1971), соната для фортепиано (1969), «Адажио» для тромбона и симфонического оркестра, симфоническая поэма «Сказание о погроме» (на слова Х.—Н. Бялика), «Веселия» для фортепиано, вокальные циклы по мотивам сказок Д. Мамина-Сибиряка (1971) и «Детский альбом» (1978), «Бритвы» на слова Феликса Кривина (1970), музыка к драматическим спектаклям Кишинёвского драматического театра имени А. П. Чехова. Писал также песни на слова современных поэтов, в том числе «Алонка» (слова П. Колоскова, 1971), «Замёрзшие дожди» (1977) и «Седые аисты» (слова Константина Шишкана, 1980), «Солдатка» (слова С. Острового, 1978), «Живые ромашки» (1979), «Бабье лето» и «Наше молчание» (слова Ирины Бадиковой, 1983), «Подари своё сердце» (слова Н. Нагнибеды, 1984), «Час звезды» (также «Звёздный час» — «Ора стелей», слова Л. Собецки, 1985), «Давай поговорим, солдат» (слова Александры Юнко, 1985), «Старые песни» (слова М. Матусовского, 1986), «Марш победителей» (слова А. Софронова, 1987), «Белая птица удачи» (слова Е. Нестеровой, 1987), «Это голос твой»; ряд песен написан на стихи молдавских поэтов, а также на идише и на слова самого композитора. Его песни исполняли Оскар (Иосиф) Нузман (1945—1987), Светлана Стрезёва, Маргарета Ивануш, Анастасия Лазарюк, ВИА «Норок» и «Контемпоранул».
Автор музыки к фильмам студии «Молдова-фильм»: «Здравствуйте, я приехал!» (1979), «Два соседа» (мультипликационный; 1980) и «Тихая застава» (1985).
Почётный гражданин Кишинёва. 